# 13841 Blankenship
13841 Blankenship este un asteroid din centura principală de asteroizi.

## Descriere
13841 Blankenship este un asteroid din centura principală de asteroizi. A fost descoperit pe 6 decembrie 1999 la Socorro, New Mexico, în cadrul proiectului LINEAR. Asteroidul prezintă o orbită caracterizată de o semiaxă mare de 2,39 ua, o excentricitate de 0,13 și o înclinație de 1,1° în raport cu ecliptica.